# Gare de Haikou
La gare de Haikou (chinois simplifié : 海口站 ; pinyin : hǎikǒu zhàn) est une gare ferroviaire situé dans le district de Xiuying, dans le centre urbain de la ville-préfecture de Haikou, capitale de la province et île du Hainan, en République populaire de Chine. Elle a été ouverte en 2005. Elle est notamment desservie par les lignes LGV périphérique Est de Hainan et LGV périphérique Ouest de Hainan longeant les bords de l'île jusqu'à Sanya, au Sud de l'île, ainsi que la Ligne ferroviaire Guangdong - Hainan, reliant via un traversier-rail (ferry pour les trains) traversant le détroit de Qiongzhou, l'île à la province du Guangdong en Chine continentale.

## Situation ferroviaire
La LGV périphérique Est de Hainan qui longe la côte Est de l'île, permet de rejoindre la gare de Haikou-Est (zh) l'aéroport international de Haikou-Meilan (code IATA : HAK • code OACI : ZJHK) et l'aéroport Qinghai-Bo'ao (zh) (code IATA : BAR • code OACI : ZJQH)).
La LGV périphérique Ouest de Hainan, de rejoindre l'aéroport international de Sanya Phénix (code IATA : SYX • code OACI : ZJSY), à Sanya. Elles ont toutes les deux pour terminus, la gare de Sanya.

## Galerie

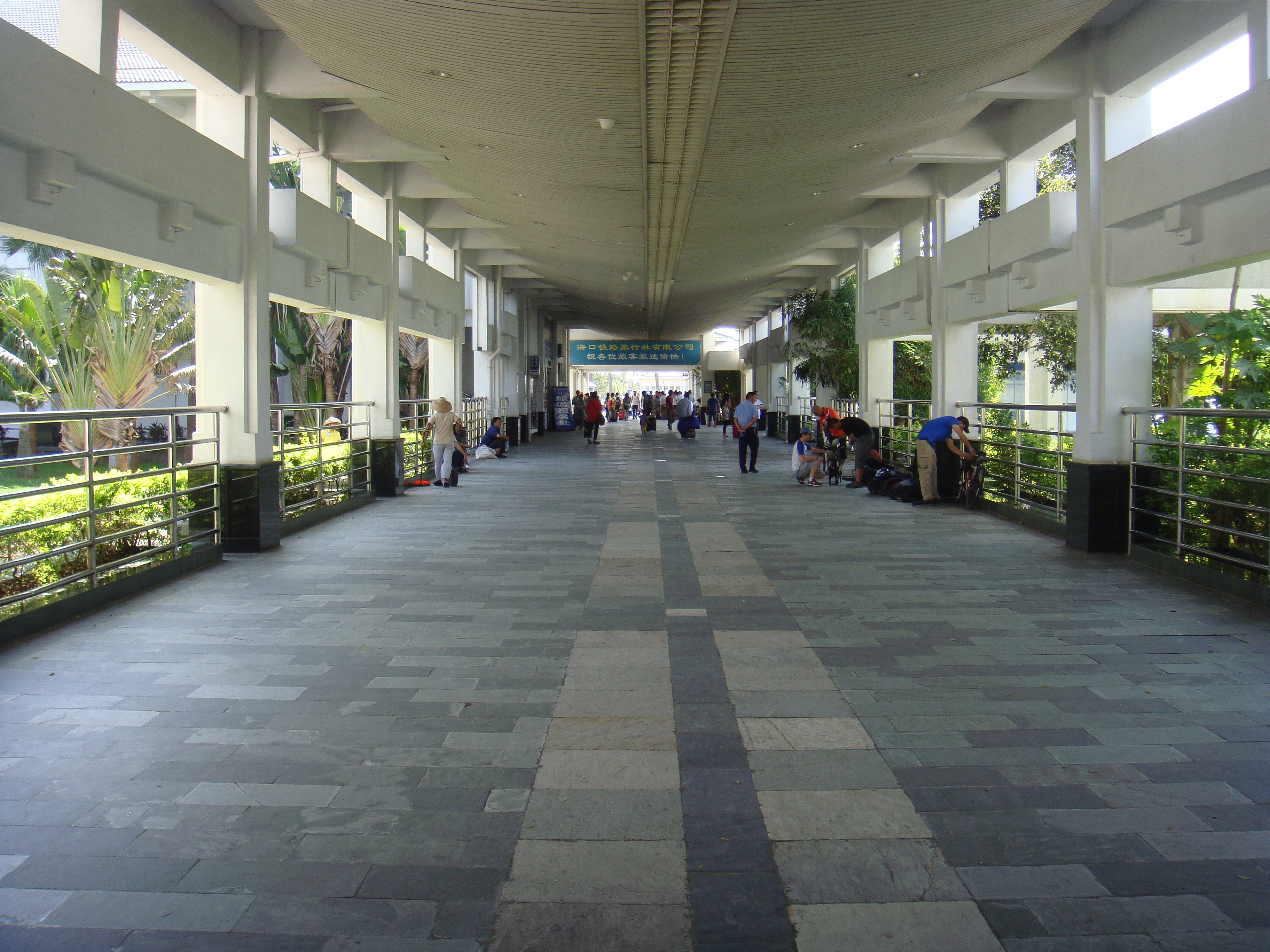
salle passant dans le jardin d'agrément de la gare.
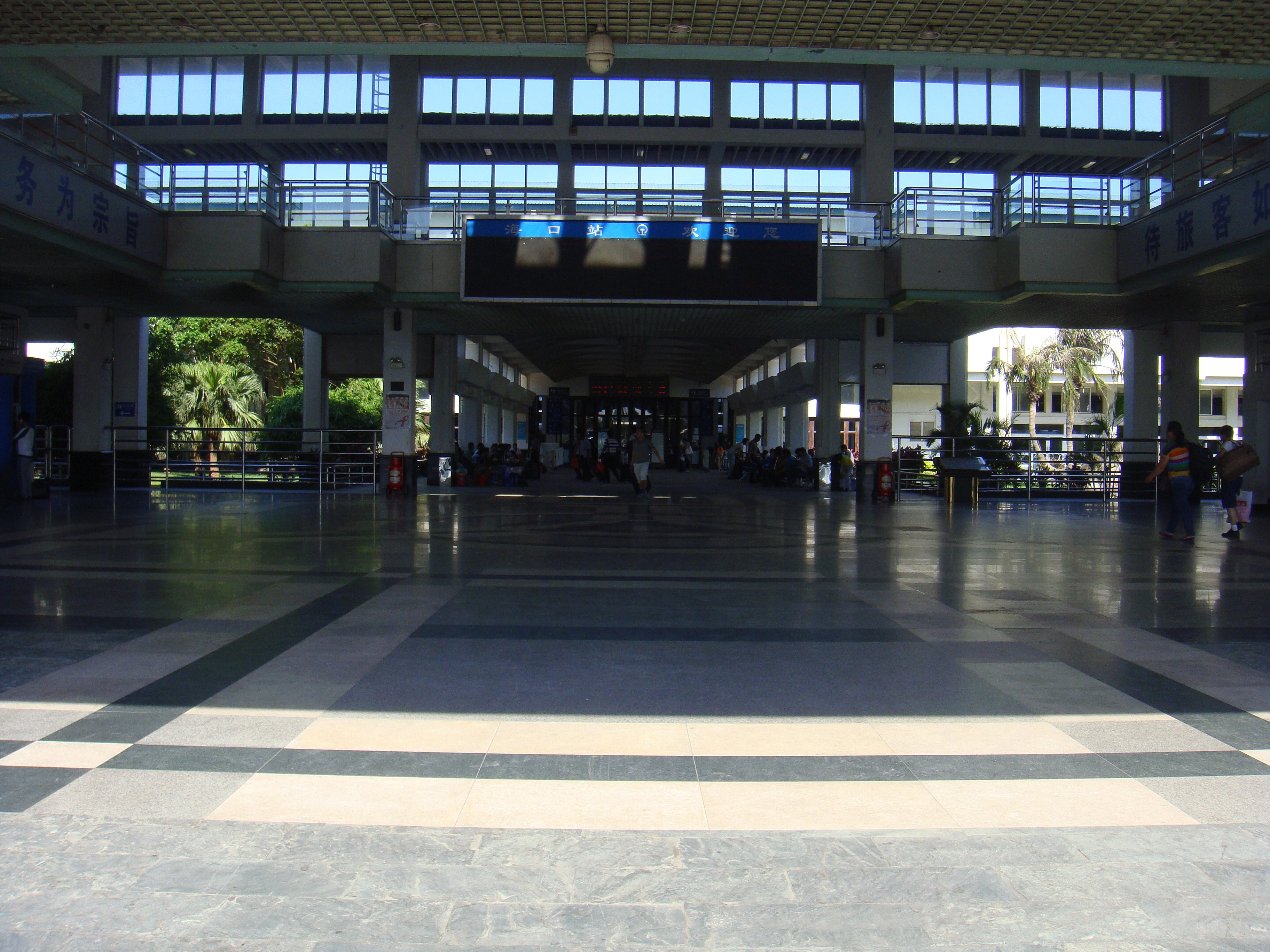
Salle d'attente
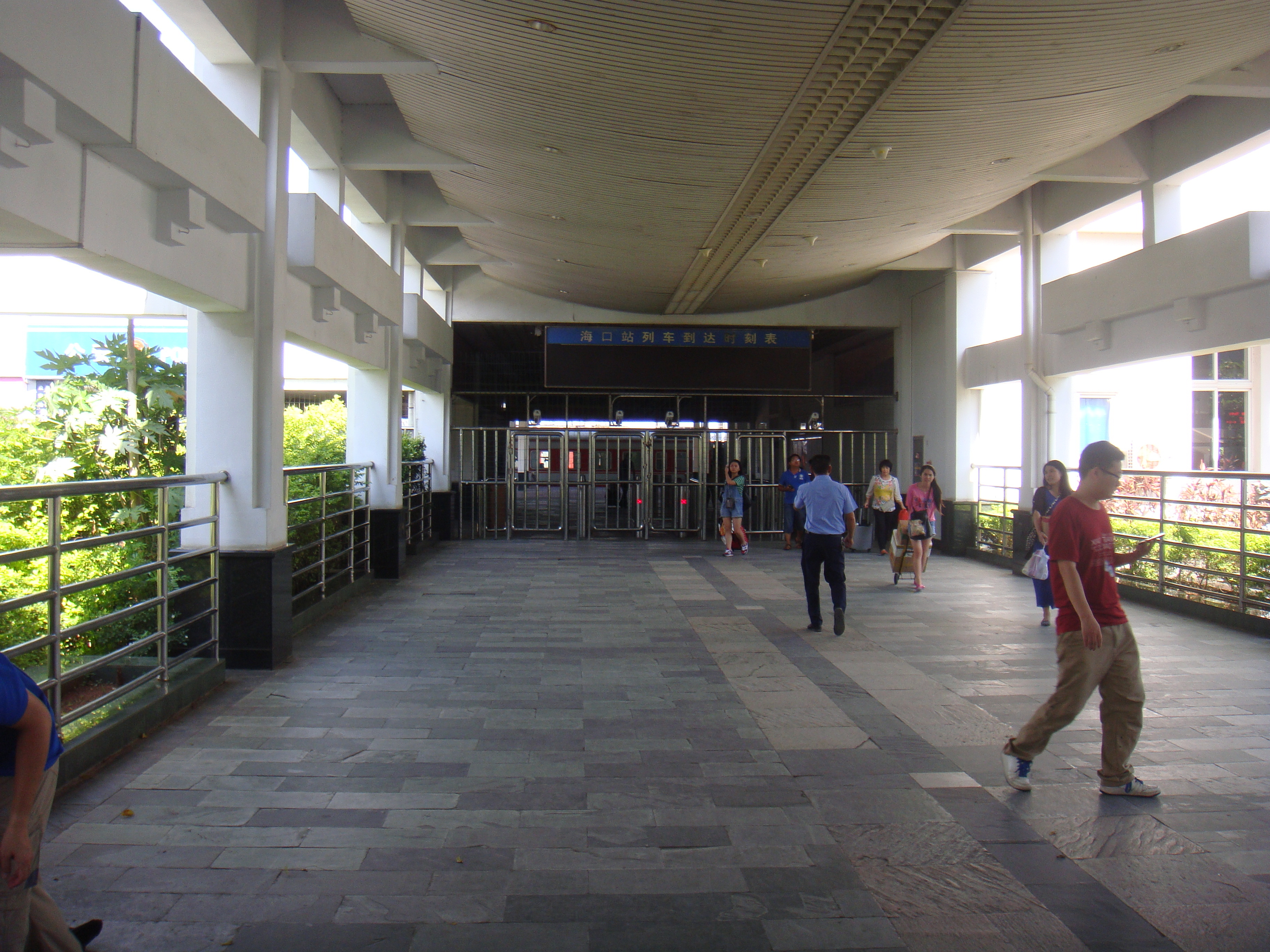
sortie de la gare
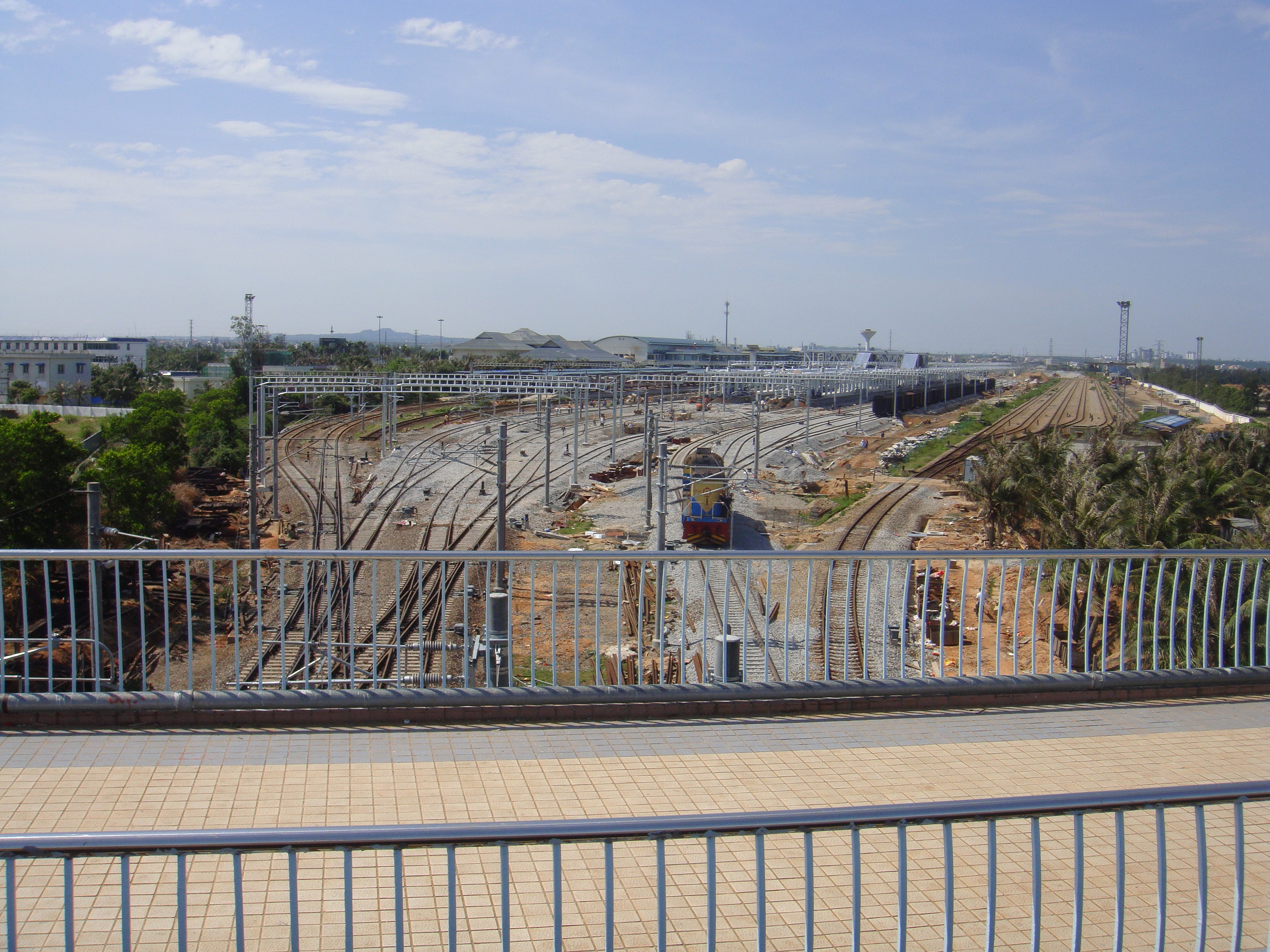
vue de l'ensemble des quais